# Flora Hiperspectral
O Flora Hiperspectral é um satélite de observação da Terra em desenvolvimento para ser lançado em 2016 como um projeto conjunto entre o Instituto Nacional de Pesquisas Espaciais (INPE) e o Laboratório de Propulsão a Jato (JPL, na sua sigla em inglês: Jet Propulsion Laboratory) da NASA.

## Objetivo
Essa missão irá produzir pela primeira vez em órbita, imagens hiperespectrais com resolução espacial e cobertura global comparável à dos satélite dos programas Landsat e CBERS. Os dados permitirão estudar as propriedades bioquímicas e biofísicas da cobertura do solo e sobre a ação do homem (por exemplo, desmatamento e queimadas) no funcionamento dos ecossistemas. Proposta em cooperação com o JPL para concorrer no anúncio de oportunidade da NASA sobre missões inovadoras.
Dados hiperespectrais são obtidos em bandas estreitas, contíguas e em número suficiente para construir espectros semelhantes aos de laboratório. Indicam características bioquímicas (por exemplo, teores de nutrientes, umidade) e biofísicas de plantas. Detectam estresse hídrico, doenças, ou dificuldades de adaptação da cultura ao solo. Fazem medida da absorção mineral em superfícies expostas de rochas. Em águas costeiras e interiores, medem clorofila e sedimentos em suspensão.
O monitoramento por satélite atualmente apenas permite observar se existe floresta ou não. O Flora será capaz de verificar as características químicas e físicas da vegetação, o que hoje nenhum satélite consegue fazer. Segundo informações, ele será 10 vezes mais avançado do que qualquer satélite do mesmo tipo.

## Características
A NASA fornecerá um instrumento, que custa 150 milhões de dólares e o Brasil entrará com o fornecimento de cerca de 110 milhões de dólares, referentes a uma parte do satélite e parte do lançamento.
Este satélite de alta resolução espectral possuirá um imageador de alta resolução espectral (200 bandas entre 400 e 2500 nm com 10 nm de largura) com faixa de cobertura ampla (150 km). A resolução espacial será de 30 metros e a temporal será de 19 dias, com quantização em 14 bits (instrumento fornecido pela NASA).